# Semisi Sika
Semisi Kioa Lafu Sika (31 de enero de 1968) es un político y empresario tongano, perteneciente al Partido Democrático de las Islas Amigas. Entre el 12 y 8 de octubre de 2019 ocupó el cargo de Primer Ministro interino, tras el fallecimiento de Akilisi Pōhiva. Previamente se desempeñó como Viceprimer Ministro y Ministro de Infraestructura y Turismo.

## Biografía

### Educación
Sika obtuvo una Licenciatura en Ciencias en Administración de Empresas por la Universidad Brigham Young de Hawái. Allí también realizó un trabajo de curso de contabilidad.
Entre 1996 y 1997 se desempeñó como profesor en Liahona High School, mientras que desde 1998 a 2010 como gerente de viajes.

### Carrera y activismo
Sika dirige una tienda de comida para llevar y una empresa de cáterin. Es un partidario del movimiento democrático en Tonga. En 2007, fue una de las tres personas, incluido el líder del Movimiento por los Derechos Humanos y la Democracia, Akilisi Pohiva, procesado por su liderazgo en una marcha de protesta en junio de 2006.

## Carrera política
Sika fue elegido para la Asamblea Legislativa en el distrito electoral de Tongatapu 2 en las elecciones de 2010. Fue reelegido en 2014 y 2017. En 2018 pasó a formar parte del Gabinete, al ser nombrado Viceprimer Ministro de Tonga y Ministro de Infraestructura y Turismo.